# Villaseco de los Gamitos
Villaseco de los Gamitos település Spanyolországban, Salamanca tartományban. Villaseco de los Gamitos Doñinos de Ledesma, Encina de San Silvestre, Villasdardo és Gejuelo del Barro községekkel határos. Lakosainak száma 137 fő (2024).

## Népesség
A település népessége az elmúlt években az alábbi módon változott:
| Lakosok száma | 212  | 206  | 191  | 179  | 173  | 156  | 141  | 135  | 129  | 137  |
|               | 2001 | 2004 | 2007 | 2009 | 2012 | 2014 | 2017 | 2019 | 2022 | 2024 |